# ポール・エーレンフェスト
ポール・エーレンフェスト（Paul Ehrenfest、1880年1月18日 - 1933年9月25日）はオーストリア出身のオランダの理論物理学者。相転移の理論やエーレンフェストの定理など統計力学の分野と統計力学と量子力学との関係性に大きく貢献した。

## 経歴
モラヴィアのLoštice出身のユダヤ人家族のもとウィーンで生まれ育った。両親のSigmund EhrenfestとJohanna Jellinekは食料品店を経営していた。家族は過度に宗教的であったわけではないが、ポールはヘブライ語とユダヤ人の歴史を勉強した。後にユダヤ人のルーツを常に強調した。小学校では優秀であったが、Akademisches Gymnasiumではうまくいかなかった。最も良い科目は数学であった。Franz Josef Gymnasiumに転校した後成績が改善した。1899年に最終試験に合格した。
ウィーン工科大学では化学を専攻したが、ウィーン大学で特にルートヴィッヒ・ボルツマンから熱力学の運動論についての講義をうけた。これらの講義は大きな影響を与えた。この講義によりエーレンフェストは理論物理学に対する興味を増大させ、その後の主な研究分野を定め、発奮させるような教育の例を提供した。当時、ドイツ語圏では複数の大学で勉強するのが通例であり、1901年にゲッティンゲンへ移った。この地は1933年まで数学と理論物理学の重要な中心地であった。その地で後に妻となるTatyana Afanasyevaと出会った。彼女は当時ロシア帝国、キエフ県の県庁のキエフで生まれ、サンクトペテルブルクで教育を受けた若き数学者であった。1903年の春、ライデンへの小旅行中にヘンドリック・ローレンツに出会った。その間に論文Die Bewegung starrer Körper in Flüssigkeiten und die Mechanik von Hertz（流体中の剛体の運動とヘルツの力学）を作成した。1904年6月23日にウィーンでPh.D.を取得し、1905年までその地で過ごした。
1904年12月21日、共同研究をしていたロシアの数学者Tatyana Alexeyevna Afanasyeva (1876–1964)と結婚した。2人の娘と2人の息子がいた。Tatyana ('Tanja') (1905–1984)も数学者となり、Galinka ('Galja') (1910–1979)は児童書の作家およびイラストレーターとなった。Paul, Jr. ('Pavlik') (1915–1939)も物理学者となった。Vassily ('Wassik') (1918–1933)が末っ子である。
1906年9月にゲッティンゲンに戻った。ボルツマンはその年の9月6日にトリエステ近くのドゥイーノで自殺したため、再び会うことはなかった。エーレンフェストはボルツマンの業績が記された死亡記事を広く発表した。ゲッティンゲンの数学者のトップでEnzyklopädie der mathematischen Wissenschaftenの編集長であるフェリックス・クラインは、ボルツマンに統計力学についてのレビューを依頼していた。彼の死後はエーレンフェストに依頼を行い、エーレンフェストは妻とともに数年間それに取り組んだ。この論文は1911年まで発表されなかった。これはボルツマンと彼の学校の研究のレビューであり、自身の全てのスタイル、基本仮設への鋭い論理的分析、未解決問題の明確な描写、賢く選ばれた分かりやすい例による一般原則の説明を示している。
1907年、夫婦でサンクトペテルブルクに移った。そこで良い友を見つけた（特にアブラム・ヨッフェ）が、科学的には孤立を感じていた。さらにオーストリア市民およびユダヤ人に起源を持つことから、終身的な地位の見込みがなかった。1912年初頭、ある地位を望みドイツ語の通じる大学を見学し始める。ベルリンでマックス・プランクに会い、ライプツィヒで旧友のHerglotzに会い
ミュンヘンでアルノルト・ゾンマーフェルトに会い、チューリヒちウィーンも訪れた。プラハ滞在中に初めてアルバート・アインシュタインに出会い、その後ずっと親友であった。アインシュタインはプラハでの自身の地位を継ぐように勧めたがうまくいかなかった。これはエーレンフェストが自身を無神論者であると宣言したことによるものである。ゾンマーフェルトはミュンヘンにおける役職を依頼したが、エーレンフェストはより良い依頼を受けた。同時に予期せぬ出来事が起こった。H・A・ローレンツがライデン大学教授の地位を辞任し、彼の助言に基づきエーレンフェストが後継者に任命された。

### アカデミックの経歴
1912年10月エーレンフェストはライデンに到着し、12月4日に就任講演Zur Krise der Lichtaether-Hypothese（光エーテル仮説の危機について）を行った。それ以降のキャリアでもライデン大学に残った。物理学の学生間の相互作用と交換を促進するために、ディスカッションのグループとDe Leidsche Fleschと呼ばれる研究会を組織した。国内外の著名な物理学者と密接に連絡を取り合い、彼らをライデンに招待し自身の講義で発表をしてもらっていた。すぐに弱点を指摘し、要点を要約する優秀な討論参加者であった。

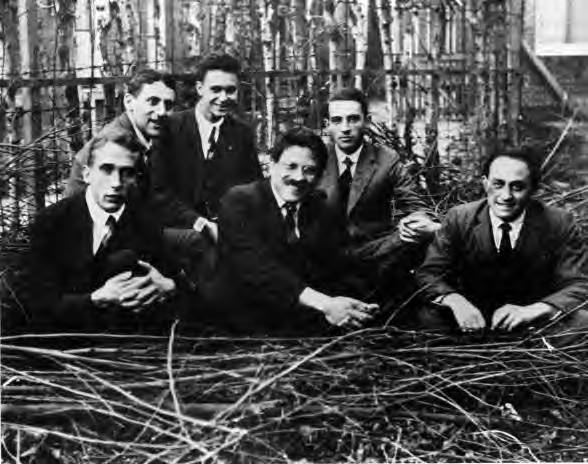
1924年ライデン大学の生徒。左からGerhard Heinrich Dieke、サミュエル・ゴーズミット、ヤン・ティンバーゲン、ポール・エーレンフェスト、ラルフ・クローニッヒ、エンリコ・フェルミ

彼は講義内で基礎となる仮定を説明し明確にするために、簡単なモデルを例に焦点を当てた。授業は小規模で読書室を利用していた生徒と知り合うように努力した。理論物理学の専攻科目として受け入れられたものはほとんどなかったが、日常的に学生と長い議論を行っていた。アインシュタインによると
He was not merely the best teacher in our profession whom I have ever known; he was also passionately preoccupied with the development and destiny of men, especially his students. To understand others, to gain their friendship and trust, to aid anyone embroiled in outer or inner struggles, to encourage youthful talent—all this was his real element, almost more than his immersion in scientific problems.
（彼は我々の職業で知りうるうちで単なる最高の教師ではない。彼は人間、特に自身の学生の成長と運命にも熱が入っていた。他者を理解すること、友情と信頼を得ること、内外の闘争に巻き込まれた誰かを助けること、若い才能を奨励すること、これら全てが科学的問題への没頭よりも彼の本当の要素である。）
エーレンフェストは自分の生徒に教えることができることがもう少しあると感じたときは、さらなる訓練のためにヨーロッパの他のセンターへ送った。海外での地位を受け入れるように奨励を行った。
エーレンフェストの学生には電子スピンの概念を共同で提案したことで有名になったJohannes Burgers、ヘンリク・クラマース、Dirk Coster、ジョージ・ウーレンベック、サミュエル・ゴーズミットや、ヤン・ティンバーゲン、Arend Rutgers、Hendrik Casimir、Gerhard Dieke、Dirk Struik、ジェラルド・カイパーがいる。助手にはYuri Krutkov, Viktor Trkal, Adriaan Fokker, Paul Epstein, グレゴリー・ブライトがいる。彼の研究室で長期間過ごした他の若い外国人科学者にはグンナー・ノルドシュトルム、エンリコ・フェルミ、イーゴリ・タム、オスカル・クライン、 ロバート・オッペンハイマー、ウォルター・エルサッサー、ラルフ・クローニッヒ、ヴェルナー・ハイゼンベルク、ポール・ディラック、David Dennisonがいる。
エーレンフェストは科学、技術の進歩、文化的・社会的問題について両価的な見解を示していた。
1919年、オランダ王立芸術科学アカデミーの会員となった。

### 晩年
1931年5月の親しい友人との文通から、重度のうつ病に苦しんでいたようである。アインシュタインは非常に心配していたため、1932年8月までに深い懸念を表明しエーレンフェストの仕事量を減らすことができる方法を示唆した手紙をライデン大学の理事会へ書いた。
1933年9月25日、アムステルダムで末っ子除く3人の子どもの世話をするための手配をしたのち、ダウン症を患っていた末っ子Wassikを射殺し自殺した。

## 研究
エーレンフェストの科学論文のほとんどは原理を扱っており、単一点を明確にしようとしている。彼の論文は逆説を解決することもしくはより明確な説明を提供することによる明確さにより有名であり、蜜のような疑問を提起する刺激さがある。彼の科学へのアプローチは、ロバート・オッペンハイマーが1928年夏にライデンでの長期滞在を招待されたのちに書いたものにより最も良く説明されている。
"If you intend to mount heavy mathematical artillery again during your coming year in Europe, I would ask you not only not to come to Leiden, but if possible not even to Holland, and just because I am really so fond of you and want to keep it that way. But if, on the contrary, you want to spend at least your first few months patiently, comfortably, and joyfully in discussions that keep coming back to the same few points, chatting about a few basic questions with me and our young people- and without thinking much about publishing (!!!)-why then I welcome you with open arms!! ".
（もしあなたがたが数学的な重砲を来年再びヨーロッパに設置するのであれば、ライデンだけではなく可能であればオランダにも来ないように頼むであろう。その理由は単にあなたがたがとても好きで、そのままにしておきたいからである。それどころか、少なくとも最初の数か月間、同じ点に戻ってきてしまう議論に対して辛抱強く快適に楽しく過ごしたいのであれば、私と私たちの若い人々との間でそれを発表することについてはあまり考えずにいくつかの基本的な質問についておしゃべりしてください (!!!) 私は両手を広げてあなたを歓迎します!!）
 特質上、彼はハイゼンベルクとディラックの新たな量子論の抽象化が好きではなかった。
1912年から1933年までのエーレンフェストの最も重要な貢献は断熱不変量の理論である。これは古典力学から派生した概念であり、ボーアの原子模型の方法を洗練するのに役立った一方（ただし当初エーレンフェストはボーアの考えを受け入れなかった）、原子力学と統計力学の間の関連を作った。相転移の理論や量子系の期待値が古典力学に従うと述べたエーレンフェストの定理など量子力学に大きく貢献した。エーレンフェストの名は今日でも議論されている相対性理論の明らかなパラドックスであるエーレンフェストのパラドックスやエーレンフェストモデル、古典力学からの観測量に対する量子力学の始まりを特徴づけるエーレンフェスト時間などに与えられている。
経済学における数学理論の発展にも興味を持っていた。この興味は熱力学と経済過程の間にアナロジーがあるだろうという自身の考えにより刺激される。このことは発表されなかったが、自身の生徒で大学院生であったヤン・ティンバーゲンにこのことを追究することを勧めた。ティンバーゲンの論文は物理学と経済学の両方からの問題に専念し、その後経済学者となり、1969年の最初のノーベル経済学賞を受賞した。

## アインシュタインとボーアのライデン滞在
ボーアとアインシュタインの討論参照

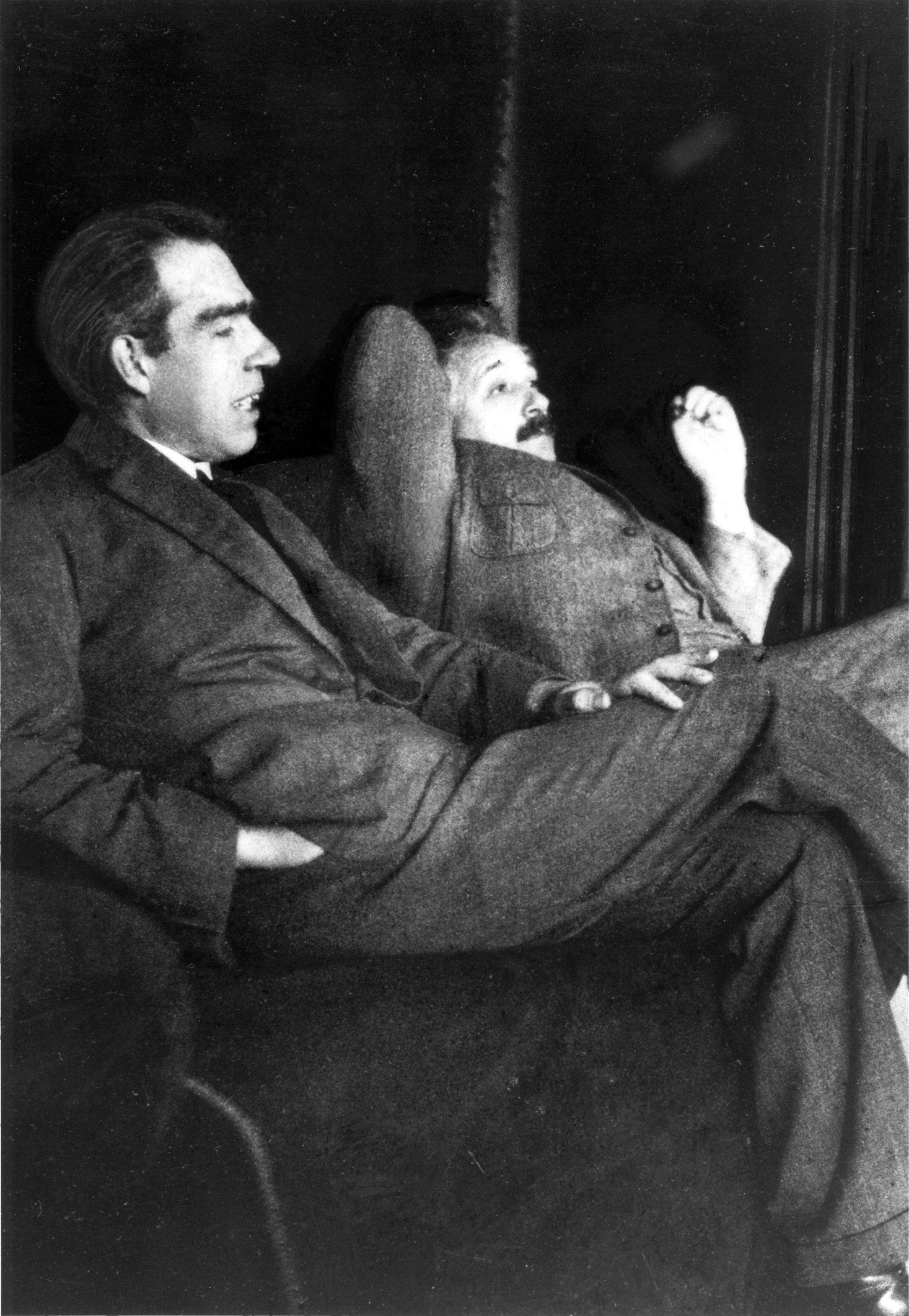
ニールス・ボーアとアルベルト・アインシュタインがライデンにあるエーレンフェストの家で量子論について討論している（1925年12月）

エーレンフェストは特にアインシュタインとボーアと仲が良かった。1919年にボーアが最初にライデンに訪問したのち、クラマースの論文ディフェンスのためにエーレンフェストに対して次のような手紙を書いた。
"I am sitting and thinking of all what you have told me about so very many different things, and whatever I think of I feel that I have learned so much from you which will be of great importance for me; but, at the same time, I wish so much to express my feeling of happiness over your friendship and of thankfulness for the confidence and sympathy you have shown me, I find myself so utterly incapable of finding words for it".
1920年、アインシュタインがエーレンフェストの招聘によりライデン大学の特別教授に就任した。これによりアインシュタインは毎年数週間ライデンを訪れることができた。その際にアインシュタインはエーレンフェストの家に滞在していた。1923年、ベルリンのドイツ人超国家主義者がアインシュタインの命に脅威となった後、6週間ライデンに滞在した。ローレンツの博士取得50周年（1925年12月）の機会にエーレンフェストはボーアとアインシュタインの両方をライデンに招き新たな量子論についての科学的差異を調整しようと試みた。これらの議論は1927年のソルベー会議でも継続された。そこではエーレンフェストは非常にうろたえながらこの偉大な議論においてボーアの立場に反対しなければならなかった。

## 遺産
1912年にエーレンフェストにより始められたライデン大学の物理学の夜のコロキウムは、現在でもColloquium Ehrenfestiiの名の下で続いている。
量子光学・量子情報研究所 (The Institute for Quantum Optics and Quantum Information) はPaul Ehrenfest best paper award for quantum foundationsを発表している。